# Tilmann Schlootz
Tilmann Schlootz nació en Fráncfort del Meno, Alemania. Realizó sus estudios en ingeniería mecánica en la Universidad Técnica de Darmstadt y posteriormente estudió en la Academia Offenbach de Arte y Diseño.
Diseñó la motocicleta-tanque-motonieve Hyanide junto a Oliver Keller, la cual ganó dos Intermot Design Awards 2004.
En 2009 ganó el Michelin Challenge Design Awards. Actualmente trabaja en Audi Design.